# Chambaret
Chambaret (en francès Chamberet) és un municipi francès situat al departament de la Corresa i a la regió de la Nova Aquitània.

## Demografia
| 1962                                       | 1968  | 1975  | 1982  | 1990  | 1999  | 2007  |
| ------------------------------------------ | ----- | ----- | ----- | ----- | ----- | ----- |
| 1.153                                      | 1.413 | 1.415 | 1.470 | 1.376 | 1.304 | 1.319 |
| Des de 1962: població sense dobles comptes |       |       |       |       |       |       |

## Administració
| Període   | Identitat        | Partit |
| --------- | ---------------- | ------ |
| 1965-2001 | Raymond Nicaud   |        |
| 2001-     | Daniel Chasseing | UMP    |

## Personatges il·lustres
- Marcela Delpastre, escriptora occitana.